# Tropobracon niger
Tropobracon niger är en stekelart som beskrevs av Yang, Chen och Liu 2006. Tropobracon niger ingår i släktet Tropobracon och familjen bracksteklar. Inga underarter finns listade i Catalogue of Life.